# Mesorregión del Valle del Acre
La mesorregión del Valle do Acre es una de las dos mesorregiones del estado brasilero del Acre. Es formada por la unión tres microrregiones.

## Microrregiones
- Microrregión de Brasiléia
- Microrregión de Rio Branco
- Microrregión de Sena Madureira

- Datos: Q2021023